# Tromperie - Inganno
Tromperie - Inganno (Tromperie) è un film del 2021 diretto da Arnaud Desplechin.
Adattamento cinematografico del romanzo Inganno (1990) di Philip Roth, è interpretato da Denis Podalydès e Léa Seydoux.

## Trama
Uno scrittore americano soggiorna a Londra negli anni 80. Incontra, principalmente nel suo ufficio, la sua amante inglese.  Discute anche, tra le altre cose, con ex amanti. Usa, come di solito fa, il contenuto delle discussioni per alimentare il suo nuovo romanzo. Sua moglie lo accusa per la sua relazione adultera. Cerca di spiegare che le persone che mette nel suo romanzo sono solo il frutto della sua immaginazione romantica e rivendica la sua libertà creativa.

## Distribuzione
Il film è stato presentato in anteprima il 13 luglio 2021 alla 74ª edizione del Festival di Cannes, nella nuova sezione Cannes Première, per poi venire distribuito nelle sale cinematografiche francesi da Le Pacte a partire dall'8 dicembre dello stesso anno.
In Italia è stato distribuito da No.Mad Entertainment a partire dal 28 aprile 2022.